# Гдень
Гдень (бел. Гдзень) — деревня в Комаринском сельсовете Брагинского района Гомельской области Беларуси.

## География

### Расположение
В 68 км на юг от Брагина, 191 км от Гомеля, 15 км от Чернобыля, 26 км от железнодорожной станции Посудово (на линии Овруч — Полтава), 2.5 км от государственной границы с Украиной.
По прямой до ЧАЭС 23 км.

### Гидрография
Река Брагинка (приток реки Днепр).

## Транспортная система
Транспортные связи по просёлочной, затем автомобильной дороге Комарин — Брагин.
Планировка состоит из изогнутой улицы, ориентированной с юго-запада на северо-восток, к которой присоединяются короткие улицы. Застройка деревянными и кирпичными домами усадебного типа.

## История
Обнаруженное археологами городище раннего железного века и эпохи Киевской Руси (на северо-западной окраине, на левом берегу реки Брагинка, в урочища Городок) свидетельствует про заселение этих мест с древних времён. По письменным источникам известна с XVI века как деревня в Королевстве Польском. После 2-го раздела Речи Посполитой (1793 год) в составе Российской империи. В 1834 году во владении Горватов. В 1885 году в Иолченской волости Речицком уезде Минской губернии. В 1897 году находились: церковь, школа грамоты, лавка, трактир.
С 8 декабря 1926 года центр Гденского сельсовета Комаринского, с 25 декабря 1926 года Брагинского района Речицкого и с 9 июня 1927 года Гомельского (с 26 июля 1930 года) округов, с 20 февраля 1938 года Полесской, с 8 января 1954 года Гомельской областей.
В 1929 году работала школа. В 1930 году организован колхоз «Красная Украина», работали кузница, паровая мельница. Во время Великой Отечественной войны 14 января 1943 года оккупанты расстреляли 10 жителей деревни (похоронены в могиле жертв фашизма в центре деревни). В бою около деревень Гдень и Чикаловичи 22 сентября 1943 года отличились командир роты старший лейтенант В. Н. Зарембо и рядовой Н. И. Дружинин (захватили штабной автобус противника с ценными документами, им присвоено звание Героя Советского Союза). В сентябре 1943 года около деревни погибли 12 солдат (похоронены в братской могиле около здания правления колхоза). Освобождена 23 сентября 1943 года На фронтах и в партизанской борьбе погибли 146 местных жителей. В память о погибших в 1966 году установлен обелиск. Центр колхоза «Красная Украина». Располагались средняя школа, Дом культуры, библиотека, фельдшерско-акушерский пункт, отделение связи, мастерская бытового обслуживания, 3 магазина.
После аварии на Чернобыльской АЭС в 1986 году населённый пункт был практически полностью эвакуирован и расселен. Но уже в 1987—1990 большая часть жителей вернулась. В 1991 году произведена 2-я волна расселения после которой численность населения не превышала 100 человек.
До 4 января 2002 года в составе Комаринского поссовета. С 4 января 2002 года до 31 октября 2006 года в составе Верхнежаровского сельсовета.

## Инфраструктура
Расположена пограничная застава модульного типа "Гдень".

## Население

### Численность
- 1834 год — 46 дворов
- 1885 год — 50 дворов, 381 житель
- 1897 год — 70 дворов, 530 жителей (согласно переписи)
- 1908 год — 84 двора, 543 жителя
- 1929 год — 214 дворов 1070 жителей
- 1959 год — 1061 житель (согласно переписи)
- 2004 год — 71 хозяйство, 165 жителей
- 2006 год — 74 хозяйства, 164 жителя (до 16 лет — 21 чел., в трудоспособном возрасте — 77 чел., в пожилом возрасте — 66 чел.)

| График не отображается по техническим причинам. Чтобы исправить это, воспроизведите график в новом формате, если это возможно. |

## Достопримечательности
- Археологический комплекс: городище и селище периода раннего железного века и средневековья (1 –е тыс. до н.э.-XIII в. н.э.), расположено в урочище Городок

## Известные уроженцы
- Шпетный, Павел Иванович — Герой Советского Союза (его именем названный одна из улиц и деревенская школа)
- Мацапура, Сергей Степанович — Герой Советского Союза (его именем названа одна из деревенских улиц)